# Pertusaria undulata
Pertusaria undulata är en lavart som beskrevs av Müll. Arg. Pertusaria undulata ingår i släktet Pertusaria och familjen Pertusariaceae.   Inga underarter finns listade i Catalogue of Life.